# Храм Богоявления (Еткуль)
Церковь Богоявления — православный храм в селе Еткуль Челябинской области.

## История
Церковь Богоявления построена в 1760 году в станице Еткульская и освящена в честь праздника Богоявления. 
 Первоначально церковь была деревянная.
В 1855 году церковь расширили. Вокруг деревянных стен построили каменные. Старые стены постепенно сжигались внутри храма. Строительство закончилось в 1869 году. Начались проводиться богослужения в новом храме. Богослужения проводили священники Феодор Лепинский и Константин Протасов.
После революции храм прекратил свою деятельность. Церковную утварь и одеяния священнослужителей разграбили. Пропала богатая библиотека духовной и богослужебной литературы, которая собиралась в течение почти двухсот лет.
В середине XX века снесли пять куполов храма и полуразрушенную колокольню.
В 1986 году после случившегося пожара Богоявленскую церковь снесли окончательно.
В 2005 году принято решение о восстановлении храма.. В возрождении храма большую помощь оказал В. Горнов — директор предприятия «Кемма» и директор промышленной группы «Уралкран» Сергей Кравчук.
В конце 2007 года заново отстроенное здание вновь начало принимать прихожан.